# Pintor de Anagirunte
Como Pintor de Anagirunte se conoce a quien pintó varias vasijas griegas de cerámica de figuras negras en el siglo VI a. C.. Sus obras se han encontrado en la actual región ateniense de Vari, antes Anagirunte, pero no en la parte cardinal de Atenas, por eso se asume que su actividad estaría en esa área. Además de vasijas, también pintó platos u obras de gran formato como ánforas o enócoes.